# Fattoria della bile
Fattoria della bile è il nome con cui vengono comunemente chiamati gli allevamenti intensivi di orsi tibetani, detti anche orsi della luna, nel sud-est asiatico, dove tali animali vengono rinchiusi in gabbie strettissime per estrarne la bile, ingrediente utilizzato nella medicina tradizionale cinese.

## Storia

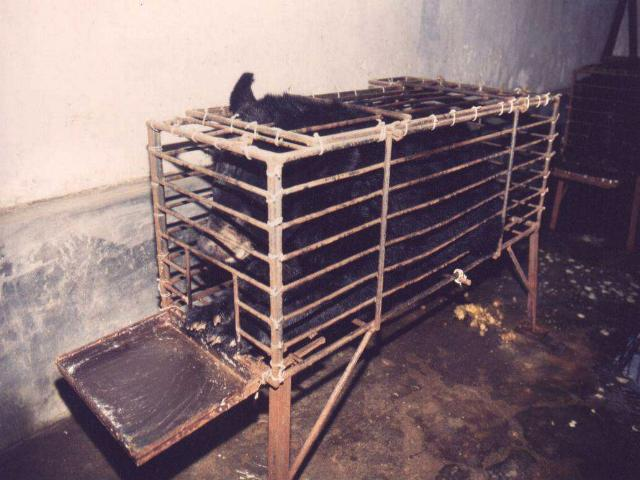
Orso rinchiuso nella gabbia in una fattoria della bile

Da sempre considerata un ingrediente importante per la medicina tradizionale cinese, la bile era un tempo estratta da orsi precedentemente uccisi. Durante gli anni settanta l'orso tibetano (principale specie che viene utilizzata per l'estrazione) divenne specie protetta in quanto in via d'estinzione e se ne proibì la caccia. Fu allora ideato questo processo più economico e veloce in quanto un singolo orso durante tutto l'arco della sua vita, che dura mediamente intorno ai 20 anni, produce molto più materiale sfruttabile di un esemplare ucciso.

## Prelievo e sue conseguenze
Gli orsi subiscono prelievi quotidiani attraverso cateteri di metallo inseriti nella cistifellea in condizioni igieniche pessime che causano spesso infezioni e tumori.
Inoltre, per stimolare la produzione di bile, vengono alimentati con pastoni privi di numerosi nutrienti e vitamine normalmente necessari per la loro buona salute, portando spesso a fenomeni di denutrizione.
Infine, a causa delle dimensioni ridotte delle gabbie di detenzione (si parla mediamente di circa 2 m³, per animali che possono raggiungere anche l'altezza di più di 2 m) sono comuni piaghe e deformazioni ossee che portano alla paralisi.
Gli orsi che riescono a sopravvivere a tali torture impazziscono, arrivando spesso a compiere pratiche autolesioniste che possono portare alla morte prematura dell'animale. Per evitare questo, è pratica comune tra gli allevatori estirpare denti e artigli.

## Iniziative
Nel 1993, la prima persona ad interessarsi attivamente alla questione degli orsi della luna fu l'inglese Jill Robinson che fondò l'Animal Asia Foundation nel 1998 e successivamente il Centro di Recupero degli orsi salvati nel 1999. Le trattative con il governo cinese per la completa e definitiva chiusura di questi luoghi sono tuttora in fase di realizzazione.